# 二見鍾情
《二見鍾情》（英語：While You Were Sleeping）是1995年的一部美國浪漫喜劇電影。由強·托特陶導演，丹尼尔·G·苏里文和弗雷德里克·勒博編劇。主演是桑德拉·布洛克、比爾·普爾曼和彼得·蓋勒。

## 剧情
露西（桑德拉·布洛克 饰）原本在芝加哥的地铁站当着售票员的工作。平淡的生活在圣诞来临前的一天被打破。每日都会来地铁站坐地铁上班的英俊的彼特（彼得·盖勒 饰）在站台晕倒，露西上前救助，将其送到医院。不料在阴差阳错之间，露西被彼特的家人误认为是彼特的女友。尽管露西尝试向众人解释，但彼特一家人的温馨让露西决定掩饰过去。缺少家人和朋友的露西很快融入了彼特一家人的生活中。但在度过了愉快的圣诞节后，露西逐渐遭到彼特的弟弟杰克（比尔·普尔曼 饰） 的怀疑。而此时彼特真正的女友（艾利·沃克 饰）回到了芝加哥、彼特也苏醒了过来，眼看事情就要败露。但露西最终却收获了别样的幸福。

## 角色
- 桑德拉·布洛克 飾 Lucy Eleanor Moderatz
- 比尔·普尔曼 飾 Jack Callaghan
- 彼得·盖勒 飾 Peter Callaghan
- 彼得·博伊尔（英语：Peter Boyle） 飾 Ox Callaghan
- 格莱妮丝·约翰斯（英语：Glynis Johns） 飾 Elsie
- 杰克·瓦尔登（英语：Jack Warden） 飾 Saul Tuttle
- 艾利·沃克（英语：Ally Walker） 飾 Ashley Bartlett Bacon

## 制作
茱莉亚·罗伯兹曾被邀请出演女主角露西但她最终拒绝了。

## 外部連結
- 豆瓣电影上《二見鍾情》的資料 （简体中文）
- 互联网电影数据库（IMDb）上《While You Were Sleeping》的资料（英文）
- AllMovie上《While You Were Sleeping》的资料（英文）
- Box Office Mojo上《While You Were Sleeping》的資料（英文）
- 爛番茄上《While You Were Sleeping》的資料（英文）
- Metacritic上《While You Were Sleeping》的資料（英文）
- Script-O-Rama: While You Were Sleeping transcript（页面存档备份，存于）
- While You Were Sleeping（页面存档备份，存于） at Virtual History